# Paul Sala
Pour les articles homonymes, voir Sala.
Paul Sala, nom de plume de René Mérillon, né le 25 avril 1921 à Paris (11e) et mort le 1er avril 2009 à Thonon-les-Bains, est un écrivain français, auteur de roman policier.

## Biographie
Policier jusqu'en 1976, année où il prend sa retraite, il utilise le nom de sa femme comme nom de plume.
En 1970, il publie son premier roman, intitulé Le Savoyard et mettant en scène un personnage atypique surnommé le Savoyard, un montagnard passionné de pêche, qui devient le héros de plusieurs romans parmi les quarante-deux de l'auteur publiés dans la collection Spécial Police au Fleuve noir.
Ses romans sont au carrefour des genres policier, aventure et espionnage. Pour lui, « s'il n’y a pas d'aventure dans un roman, ce n'est pas un roman. (...) Il n’y a que le roman, comme il n'y a que l'homme, qu'il soit noir, blanc ou vert, maçon, psychiatre ou truand. Si le roman est lu et s’il passe la barrière des générations, alors c’est aussi de la littérature. (...) Un livre qui n'est pas un roman d'aventures, qui est une dissertation sur je ne sais quel phénomène ou sujet, n'a pas droit au titre de roman : il n'entre pas dans la littérature de loisirs ».

## Œuvre

### Romans
Tous publiés dans la coll. « Spécial Police » du Fleuve noir

#### SérieLe Savoyard
- Le Savoyard, no 773 (1970)
- Le Savoyard prend ses patins, no 851 (1971)
- Le Savoyard et la Vaudoise, no 1032 (1973)
- Le Savoyard a le punch, no 1061 (1973)
- Le Savoyard au Canada, no 1428 (1978)  (ISBN 2-265-00737-4)

#### Autres romans
- Alerte à toutes voitures, no 922 (1972)
- Les Braqueurs, no 968 (1972)
- Le Journal d'un juge,no 1012 (1973)
- L'indic a tort, no 1100 (1974)
- Interpol, no 1147 (1974)
- Les Dépouilleurs, no 1158 (1975)
- L'Héroïne d'Amsterdam, no 1183 (1975)
- Code vénal, no 1262 (1976)  (ISBN 2-265-00033-7)
- Faubourg Montmartre, no 1271 (1976)  (ISBN 2-265-00096-5)
- Miss Flic, no 1285 (1976)  (ISBN 2-265-00164-3)
- Filière blanche pour l'ami noir, no 1317 (1977)  (ISBN 2-265-00271-2)
- Une bande décimée, no 1321 (1977)  (ISBN 2-265-00302-6)
- Un loubar, no 1337 (1977)  (ISBN 2-265-00368-9)
- La Mort en petites coupures, no 1347 (1977)  (ISBN 2-265-00413-8)
- Au nom du flair, no 1361 (1977)  (ISBN 2-265-00467-7)
- Des cendres à chaque otage, no 1387 (1978)  (ISBN 2-265-00558-4)
- Trafic d'âmes,  no 1404 (1978)  (ISBN 2-265-00645-9)
- Une garce, no 1421 (1978)  (ISBN 2-265-00706-4)
- Au nom du vice, no 1434 (1978)  (ISBN 2-265-00757-9)
- Le Forcené de Chibougamau, no 1449 (1978)  (ISBN 2-265-00810-9)
- Monsieur Lucien, no 1463 (1979)  (ISBN 2-265-00868-0)
- Le Monstre de la Vanoise, no 1484 (1979)  (ISBN 2-265-00972-5)
- Ma canaille au Canada, no 1490 (1979)  (ISBN 2-265-01004-9)
- Les Voraces et les Coriaces, no 1499 (1979)  (ISBN 2-265-01026-X)
- Tueries Pigalle, no 1523 (1979)  (ISBN 2-265-01127-4)
- On va tuer le Président, no 1535 (1979)  (ISBN 2-265-01157-6)
- Tel père, tel flic, no 1546 (1980)  (ISBN 2-265-01211-4)
- La Châtaigne... faut aimer, no 1567 (1980)  (ISBN 2-265-01288-2)
- Contre deux rançons, no 1581 (1980)  (ISBN 2-265-01338-2)
- Le Disparu de Montparnasse, no 1613  (1981)  (ISBN 2-265-01513-X)
- Les Marionnettes de Manhattan, no 1649 (1981)  (ISBN 2-265-01650-0)
- C'est pas fait pour les chiens,  no 1667 (1981)  (ISBN 2-265-01715-9)
- Cauchemar blanc, no 1698 (1982)  (ISBN 2-265-01860-0)
- Brooklyn, 14e district, j'écoute..., no 1719 (1982)  (ISBN 2-265-01941-0)
- Jusqu'au dernier, no 1750 (1982)  (ISBN 2-265-02068-0)
- Bon flic, bon genre, etc., no 1778 (1983)  (ISBN 2-265-02206-3)
- Le Cimetière des éléphants, no 773 (1983)  (ISBN 2-265-02426-0)

#### Autre roman
- Le Roy des Coquillards, Fleuve noir, coll. « Grands Succès » (1971)

### Nouvelles
- Le Tueur, Magazine du mystère no 11 (1977)
- Meurtre par correspondance, Magazine du mystère no 12 (1977)

## Sources
: document utilisé comme source pour la rédaction de cet article.
- Claude Mesplède (dir.), Dictionnaire des littératures policières, vol. 2 : J - Z, Nantes, Joseph K, coll. « Temps noir », 2007, 1086 p. (ISBN 978-2-910-68645-1, OCLC 315873361), p. 704.